# Stélio Boabaid
Stélio Cascaes Boabaid (Rosário, Maranhão, 17 de setembro de 1922 – Tubarão, 24 de outubro de 2017) foi um médico e político brasileiro.

## Biografia
Filho de Jorge Salomão Boabaid e de Adília Cascaes Boabaid. Casou com Rosina Cargnin Boabaid.
Diplomado em medicina pela Faculdade Nacional de Medicina da Universidade do Brasil (1952). Estabeleceu-se como médico em Tubarão em 1953.
Foi deputado à Assembleia Legislativa de Santa Catarina na 9ª legislatura (1979 — 1983), eleito pelo Movimento Democrático Brasileiro (MDB), na 10ª legislatura (1983 — 1987), e na 11ª legislatura (1987 — 1991), eleito pelo Partido do Movimento Democrático Brasileiro (PMDB)].
Foi presidente da Assembleia em 1985 e 1986.